# مخيم بيري
مخيم بيري (بالإنجليزية: Camp peary)‏ ويسمى أيضا الضيعة the farm هي منطقة عسكرية أمريكية مغلقة في مقاطعة يورك في فرجينيا في الولايات المتحدة. تأوي مركزا لتدريب عملاء وكالة المخابرات المركزية CIA. كما يحتوي هذا المركز على مطار.
‌